# Meksykańska Partia Komunistyczna
Meksykańska Partia Komunistyczna (Partido Comunista Mexicano, PCM) – komunistyczna partia działająca w Meksyku. Została założona w 1911 roku jako Socjalistyczna Partia Robotnicza (Partido Socialista Obrero). W związku z rewolucją październikową zmieniła się w partię komunistyczną w 1919 r. Nigdy nie udało się jej wejść do parlamentu pomimo poparcia wielu intelektualistów. W 1989 roku uległa samorozwiązaniu, a jej członkowie przystąpili do Partido de la Revolución Democrática.

## Sekretarze generalni
- kolektywny sekretariat Meksykańskiej Partii Komunistycznej (1959–1963)
- Arnoldo Martínez Verdugo (1963–1981)